# Port lotniczy Ine
Port lotniczy Ine (IATA: IMI) – port lotniczy zlokalizowany na atolu Arno (Wyspy Marshalla).